# Awu (Vulkan)
Das Vulkanmassiv des Gunung Awu beherrscht den Nordteil der indonesischen Insel Sangihe Besar im Sangihe-Archipel. Die Flanken des Vulkans werden von tiefen Tälern durchschnitten. Der Kegel liegt in einer Caldera mit einem Durchmesser von 4,5 Kilometern. Die Ausbrüche in den Jahren 1711, 1812, 1856, 1892 und 1966 forderten insgesamt über 8000 Todesopfer, vor allem durch pyroklastische Ströme und Lahare, welche sich im Verlaufe der Eruptionen entwickelt hatten. Im Gipfelbereich des Vulkans befand sich 1922 ein Kratersee mit einem Durchmesser von einem Kilometer und einer Tiefe von 172 Metern, welcher beim Ausbruch 1966 zerstört wurde.
Weitere Ausbrüche ereigneten sich im August 1875, im August 1883, im August 1885, 1893, am 14. März 1913, 1921, 1922, von Dezember 1930 bis Dezember 1931 (Ausstoß von 3 Millionen Kubikmetern Lava), im April 1992 sowie im Juni 2004. 